# Nicholas Kaloukian
Nicholas Kaloukian (in armeno Նիկոլաս Ջոն Կալուկյան?; Wayne, 18 febbraio 2003) è un calciatore armeno con cittadinanza statunitense, attaccante dell'Urartu e della nazionale armena..

## Carriera

### Club
Ha iniziato a giocare a calcio con i Michigan Wolverines nel periodo di frequentazione dell'ateneo statunitense, per poi trasferirsi all'Università di Syracuse dove ha giocato con i Syracuse Orange. Nel periodo universitario ha anche giocato in USL League Two con i Cedar Stars Rush segnando 3 reti in 12 incontri fra il 2019 ed il 2022.
Il 20 febbraio 2025 è stato acquistato dall'Urartu, club della prima divisione armena.

### Nazionale
Ha giocato con la nazionale armena Under-21.
Il 13 marzo 2025 ha ricevuto la prima convocazione con la nazionale maggiore armena ed il 20 marzo ha debuttato nell'incontro di UEFA Nations League perso 3-0 contro la Georgia.

## Statistiche

### Presenze e reti nei club
Statistiche aggiornate al 21 marzo 2025.
| Stagione        | Squadra          | Campionato      | Campionato | Campionato | Coppe nazionali | Coppe nazionali | Coppe nazionali | Coppe continentali | Coppe continentali | Coppe continentali | Altre coppe | Altre coppe | Altre coppe | Totale | Totale | Totale |
| Stagione        | Squadra          | Comp            | Pres       | Reti       | Comp            | Pres            | Reti            | Comp               | Pres               | Reti               | Comp        | Pres        | Reti        | Pres   | Reti   |        |
| --------------- | ---------------- | --------------- | ---------- | ---------- | --------------- | --------------- | --------------- | ------------------ | ------------------ | ------------------ | ----------- | ----------- | ----------- | ------ | ------ | ------ |
| 2019            | Cedar Stars Rush | USL2            | 2          | 0          | -               | -               | -               | -                  | -                  | -                  | -           | -           | -           | 2      | 0      |        |
| 2021            | Cedar Stars Rush | USL2            | 6          | 0          | -               | -               | -               | -                  | -                  | -                  | -           | -           | -           | 6      | 0      |        |
| 2022            | Cedar Stars Rush | USL2            | 4          | 3          | -               | -               | -               | -                  | -                  | -                  | -           | -           | -           | 4      | 3      |        |
| Totale carriera | Totale carriera  | Totale carriera | 12         | 3          |                 | -               | -               |                    | -                  | -                  |             | -           | -           | 12     | 3      |        |

### Cronologia presenze e reti in nazionale
| Cronologia completa delle presenze e delle reti in nazionale ― Armenia | Cronologia completa delle presenze e delle reti in nazionale ― Armenia | Cronologia completa delle presenze e delle reti in nazionale ― Armenia | Cronologia completa delle presenze e delle reti in nazionale ― Armenia | Cronologia completa delle presenze e delle reti in nazionale ― Armenia | Cronologia completa delle presenze e delle reti in nazionale ― Armenia | Cronologia completa delle presenze e delle reti in nazionale ― Armenia | Cronologia completa delle presenze e delle reti in nazionale ― Armenia |
| Data                                                                   | Città                                                                  | In casa                                                                | Risultato                                                              | Ospiti                                                                 | Competizione                                                           | Reti                                                                   | Note                                                                   |
| ---------------------------------------------------------------------- | ---------------------------------------------------------------------- | ---------------------------------------------------------------------- | ---------------------------------------------------------------------- | ---------------------------------------------------------------------- | ---------------------------------------------------------------------- | ---------------------------------------------------------------------- | ---------------------------------------------------------------------- |
| 20-3-2025                                                              | Erevan                                                                 | Armenia                                                                | 3 – 0                                                                  | Georgia                                                                | UEFA Nations League 2024-2025 - Play-off                               | -                                                                      | 57’                                                                    |
| Totale                                                                 |                                                                        | Presenze                                                               | 1                                                                      |                                                                        | Reti                                                                   | 0                                                                      |                                                                        |